# 本行寺 (弘前市)
本行寺（ほんぎょうじ）は、青森県弘前市新寺町にある日蓮宗の寺院。山号は妙法山。旧本山は京都大本山本圀寺。赤門の通称で知られる。
弘前市内には法立寺、妙慶寺、感應寺等がある。

## 歴史
天正6年（1578年）津軽為信（津軽藩藩祖）が京都から妙覚院日建を迎えて堀越城城中に創建した。慶長16年（1611年）の弘前寺町移転を経て、慶安2年（1649年）現在地に移転した。現在の本堂は平成4年（1992年）に再建されたもの。
かつて弘前藩に仕えた大石氏の墓があったが、山鹿校尉（山鹿素行の孫）らが大石氏と敵対し、大石家の墓は撤去され、現在は更地になっている。

## 境内
- 本堂
- 護国堂　享保元年（1716年）頃建立とされるが創建沿革等の詳細は不明である。青森県重宝、平成7年（1995年）4月19日指定。

## 歴代
- 妙覚院日建（開山）
- 蓮華院日香（30世）
- 中村香韻（31世）